# José de Guimarães

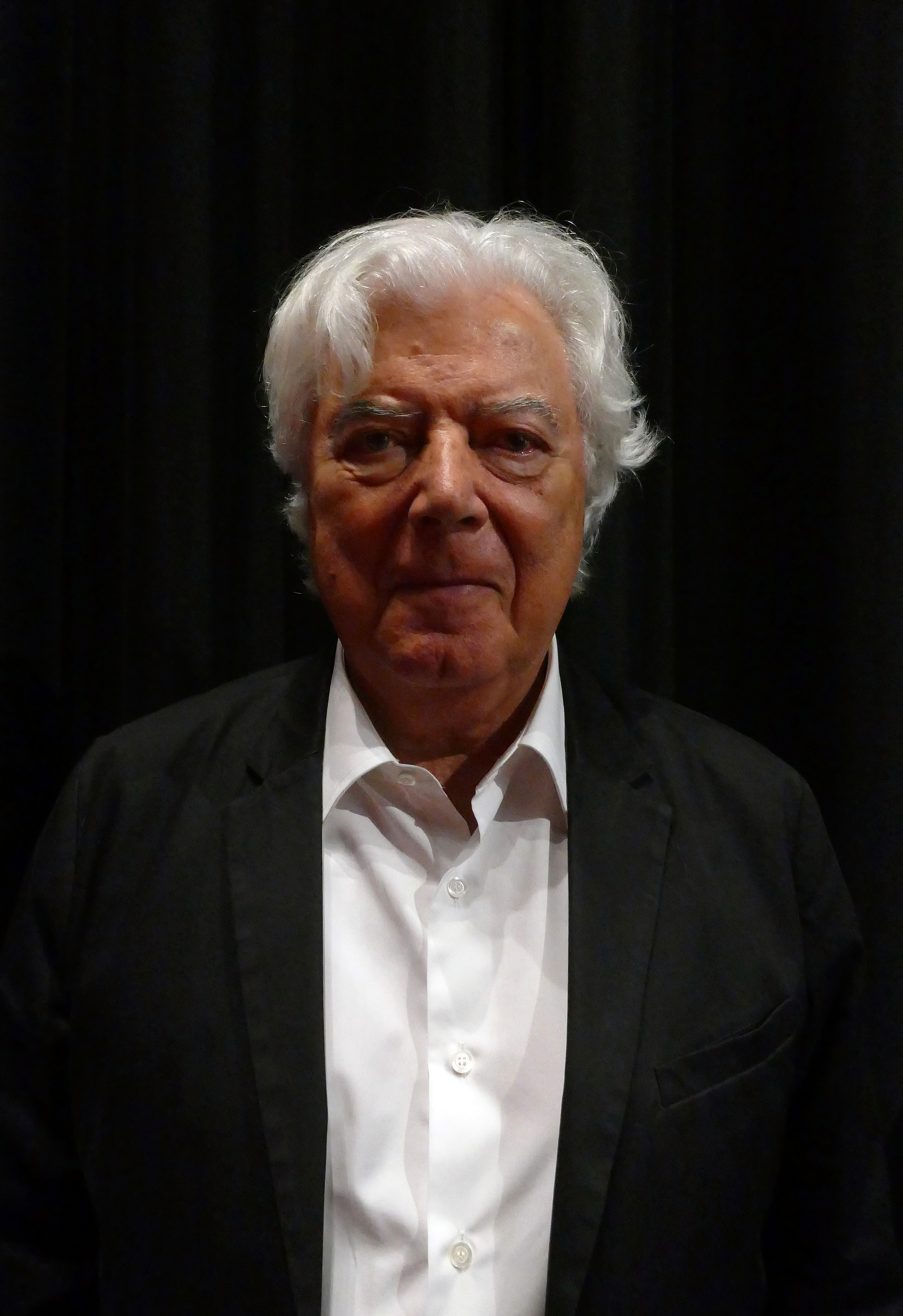
José de Guimarães (2019)

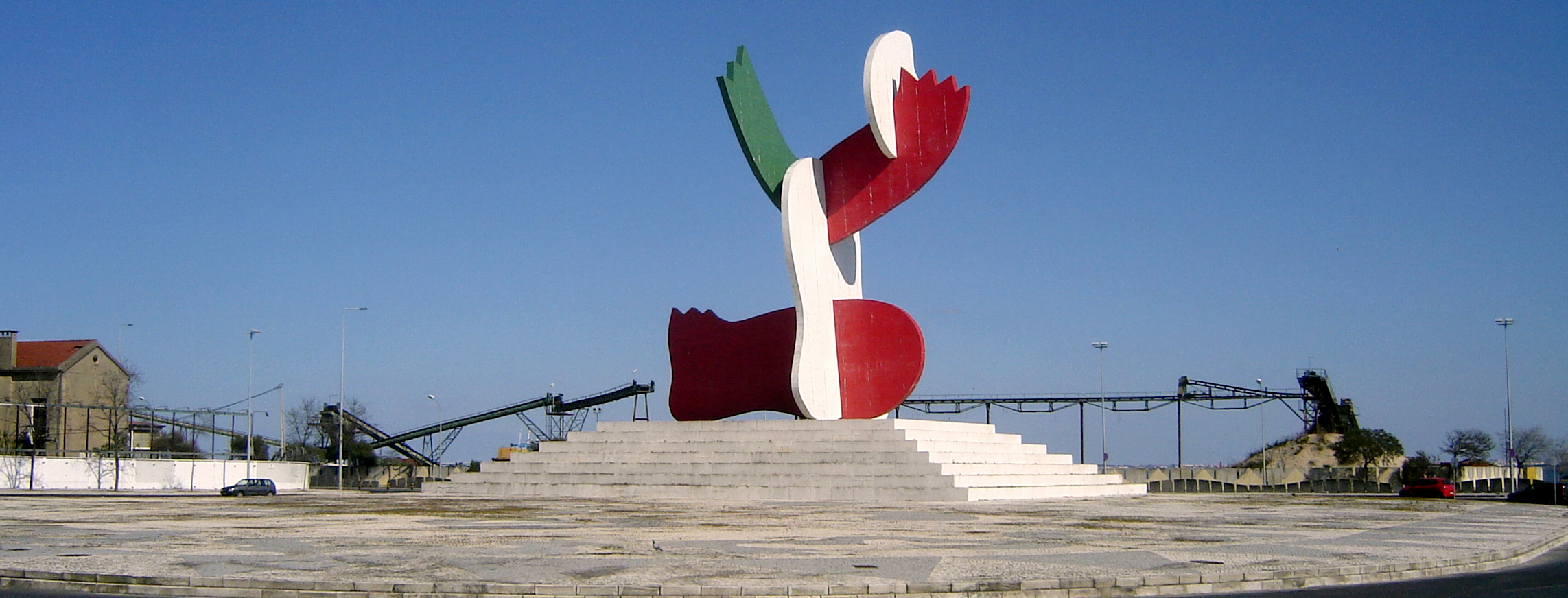
Bildhauerarbeit auf dem Platz des 25. April in Lissabon

José Maria Fernandes Marques (* 25. November 1939 in Guimarães), auch bekannt unter dem Pseudonym José de Guimarães, ist ein portugiesischer bildender Künstler.
Guimarães studierte Malerei bei Teresa de Sousa, Design bei Gil Teixeira Lopes und Gravur bei der Sociedade Cooperativa de Gravadores Portugueses.

## Biographie
1957 trat de Guimarães der Militärakademie bei und begann ein Ingenieurstudium an der Technischen Universität Lissabon. 1958 begann er seine künstlerische Ausbildung und nahm Unterricht bei der Malerin Teresa de Sousa und dem Zeichner Gil Teixeira Lopes. Zudem studierte der Gravieren bei der Genossenschaft der portugiesischen Graveure.
Er bereiste zwischen 1961 und 1966 Europa und lernte die Arbeit der alten Meister, inklusive der Werke von Rubens, kennen. 1965 schloss er sein Ingenieurstudium ab.
De Guimarães bereiste viele Länder zwischen Afrika und Japan sowie von Mexiko bis China. Dabei lernte er ungewöhnliche Regionen kennen. Diese Erfahrungen ließen ihn eine Universalsprache entwickeln. In seinen Erinnerungen sieht er Portugal in Beziehung zu fernen Ländern.
José de Guimarães gilt als einer der führenden portugiesischen Künstler für zeitgenössische Kunst, der mit umfangreichen und bemerkenswerten Arbeiten in den Bereichen Malerei, Skulptur und andere kreative Aktivitäten. Viele seiner Werke sind in mehreren europäischen Museen sowie in den USA, Brasilien, Kanada, Israel und Japan ausgestellt.
De Guimarães war in Portugal stark an der „Kulturhauptstadt Guimarães“ beteiligt, wo das Internationale Kunstzentrum „José de Guimarães (CIAJG)“ entstanden ist, das in die Plattform für Kunst und Kreativität integriert wurde. De Guimarães entwarf eine Gedenkmünze, die von der nationalen Notenbank geprägt wurde.
1990 bekam er vom damaligen Präsidenten der Republik Portugal, Mário Soares, den Rang eines Kommandanten und den Orden „Dom Henrique de Avis“ verliehen.

## Werke
- O Amolador (1963)
- Domadora de Crocodilos (1977)
- Inês de Castro (1980)
- Nú Descendo a Escada (1980)
- Camões e D. Sebastião (1980)
- Naufrágio de Camões (1980)
- Camões (1981)
- Serpente (1983)
- Cartas de Jogar (1983)
- Malabarista (1983)
- D. Sebastião (1985)
- Camões (1985)
- Rei D. Pedro (1985)
- Pássaro (1985)
- Fernando Pessoa (Frente e Verso) (1985)
- O Falcão (1988)
- Logótipo para o I.C.E.P (1993)J
- Prémio Orwell 1984: Centro de Arte Moderna, Fundação Calouste Gulbenkian, Lissabon (1984)
- Großer Preis: 9ª Exposição Bienal de Artes Plásticas, Barcelona (1986)

## Sammlungen
José de Guimarães gilt als einer der Hauptsammler von afrikanischer Stammeskunst und als Gelehrter der alten Kulturen.
Raquel Henriques da Silva sagte über de Guimarães:
"José de Guimarães, Eigentümer einer riesigen Sammlung afrikanischer Kunst, die in mehreren Ländern (Brasilien, Spanien, Portugal) gezeigt wurde, meint: dass er sammelt, dass er mit seinem Werk in Beziehung steht, aber es ist offensichtlich, dass es sich um die Geräte handelt, die hauptsächlich als Primitivismus von Interesse sind. Integrierte Gemeinschaftskunst und Teilnahme daran, die garantiert: Fruchtbarkeit, Gesundheit, Tod oder Exorzismus, die Feier der Götter, Brüderlichkeit in der Komplizenschaft mit Tieren.
Zwischen der mythischen Vergangenheit des vorkolonialen Afrika, wo die modernistischen Kulturen des Europas von 1900 und der schöpferischen Raserei immenser zeitgenössischer Peripherien zeigen, dass es keine substanziellen Verbindungen zum Teilen und Zugehören gibt, in denen der Künstler weiterhin hinterfragt und provoziert. Und ja, denn das ist auch ihre Kultur, auch wenn sie von der kleinen Peripherie Portugals kommt, das offene Meer, mit den Werten von mestizaje."
José de Guimarães sagt dazu als Sammler: „Mein Hauptziel als Sammler ist es nicht nur, zu sammeln. Es gibt eine andere Seite, die mit der Anerkennung und dem Respekt vor einer anderen Kultur als Portugiese gemacht wird. Portugal segelte durch die Ozeane und fand neue Welten, vermischte und schuf neue Visionen - bis zu einem gewissen Grad ist meine künstlerische Arbeit diesen Hinweisen vergangener Seefahrer gefolgt, indem sie die Kulturen anderer Regionen einander näher brachte. Dies wird in Bezug auf eine andere Kultur berücksichtigt, die mich dazu bringt, sie zu bewundern und mich dazu bringt, sie so genau wie durch ihre Kunst sehen und schätzen zu wollen.“

## Einzelausstellungen
- 1964 Galeria Convívio, Guimarães, Portugal; Sociedade Nacional de Belas Artes (SNBA)
- 1968 Museu de Angola, Luanda, Angola
- 1969 Galeria Convívio, Guimarães; Galeria Árvore, Porto
- 1972 Galeria do CITA, Luanda
- 1973 Galeria Dinastia, Lissabon
- 1974 Galeria Dinastia, Porto
- 1975 Galeria Dinastia, Lissabon; Galeria Dinastia, Porto; Galeria Convívio, Guimarães
- 1976 Galeria Módulo, Porto
- 1977 Galerie De Groelard, Schilde, Belgien; Galerie VECU, Antwerpen, Belgien
- 1978 Museu da Fundação Calouste Gulbenkian, Lissabon; Galeria Dinastia, Lissabon; Museu Nacional de Soares dos Reis, Centro de Arte Contemporânea, Porto; Museu de Angra do Heroísmo, Angra do Heroísmo, Azoren; Galeria De Groerlard, Schilde, Belgien; SNBA, Lissabon
- 1979 Museu Martins Sarmento, Guimarães; Galerie Maeyaert, Ostende, Belgien; Galerie Le Soleil dans la Tête, Paris
- 1980 Galeria 111, Lissabon; Galerie G, I.N., Amsterdam; Galerie VECU, Antwerpen; Teatro Municipal do Funchal, Madeira
- 1981 Palácio da Cultura, Rio de Janeiro, Brasilien; Palácio das Artes, Belo Horizonte, Brasil; Fundação Cultural, Brasília; Galerie Bernard Weber, Mannheim, Deutschland; Galeria da Faculdade Manuel da Nobrega, São Paulo; Galerie Archevêché, Rouen, Frankreich; Galeria da Câmara Municipal da Amadora
- 1982 Galeria Espaço Aberto, Coimbra; Galeria Quetzal, Funchal, Madeira; Centro Cultural São Lourenço, Almancil, Portugal; Museu Martins Sarmento, Guimarães; Galerie Toni Brechbuhl, Grenchen, Schweiz
- 1983 Galleria del Naviglio, Mailand; Galerie L´Oeil de Boeuf, Paris; FIAC Grand Palais, Paris; Galeria Juana Mordó, Madrid; Galeria Árvore, Porto
- 1984 Palais de Beaux-Arts, Brüssel; Galeria René Metras, Barcelona; Fondation Veranneman, Kruishoutem
- 1985 Centro Cultural São Lourenço, Almancil
- 1986 ARCO, Madrid; Museu Alberto Sampaio, Guimarães; Centro Cultural São Lourenço, Almancil; Galleria Del Naviglio, Mailand; Galerie Kass-Weiss, Stuttgart
- 1987 FORUM, Zürich; Centro Cultural São Lourenço, Almancil
  - FIAC Grand Palais, Paris
  - Centre Culturel Portugais, Paris
  - LINEART, Ghent
  - Fondation Veranneman, Kruishoutem
- 1988
  - ARCO, Madrid
  - Galerie Kass-Weiss, Stuttgart
  - Galleria Del Naviglio, Venezia
  - Galeria René Metras, Barcelona
  - Internacional Contemporary Art Fair, Los Angeles
- 1989
  - Galeria Módulo, Lisboa
  - Chicago International Art Exposition, Chicago
  - International Art Fair, Basel
  - Paul Schulz, Flein (Heilbronn), Alemanha
  - Fuji Television Gallery, Tóquio
  - International Contemporary Art Fair, Los Angeles
- 1990
  - Stockholm Art Fair, Estocolmo
  - Galerie Academia Salzburg-Residenz
  - Goldman-Kraft Gallery, Chicago
  - Galeria J.M.Gomes Alves, Guimarães
  - Centro Cultural São Lourenço, Almancil
- 1991
  - Salon de Mars, Paris
  - Galeria Módulo, Lisboa
  - Galeria 5, Coimbra
  - Fondation Veranneman, Kruishoutem
  - Bunkamura Museum Art Gallery, Shibuya, Tóquio
- 2001
  - Museum Würth, Künzelsau[1]
- 2008
  - Museo Würth La Rioja, España

## Museen und Kunstsammlungen mit Werken von José Guimarães
- Angola
  - Museu de Angola, Luanda
- Argentinien
  - Emiliano Guinazu, Museo Provincial de Arte Moderna de Mendoza
- Belgien
  - Museum für Moderne Kunst, Brüssel
  - Museum van Hedendaagse Kunst Antwerpen (MuHKA), Antwerpen
  - Middelheim-Museum, Antwerpen
  - Stiftung Verenneman, Kruishoutem
  - Katholieke Universiteit Leuven
  - Belgische Staatssammlung, Brüssel
  - Museum für religiöse Kunst, Ostende
  - BP - British Petroleum, Brüssel
  - Alliance Française, Brüssel
  - Kulturzentrum Hof de Bist, Ekeren
- Brasilien
  - Museu de Arte Moderna (MASP), São Paulo
  - Museu de Arte Contemporânea (MAC), Universidade de São Paulo
  - Museu de Arte Contemporânea (MAM), Rio de Janeiro
  - Museu Nacional de Belas Artes, Rio de Janeiro
  - Colecção Josias Leão, Rio de Janeiro
- Deutschland
  - Sammlung Würth, Künzelsau
  - U-Bahnhof Deutsche Oper, Berlin
- Frankreich
  - Französische Staatssammlung, Paris
  - Europäisches Parlament, Straßburg
- Holland
  - Stiftung Peter Stuyvesant, Amsterdam
- Israel
  - Dinoma-Museum, Neguiev
- Japan
  - Stiftung Akemi, Osaka
  - Museum Tachikawa City, Tokio
- Kanada
  - Carleton University, Ottawa
- Macau
  - Museu Luís de Camões, Banco do Oriente
- Portugal
  - Fundação Calouste Gulbenkian, Lissabon
  - Museu de Arte Contemporânea, Casa de Serralves, Porto
  - Colecção do Estado Português, Lissabon
  - Museu Nacional Soares dos Reis, Centro de Arte Contemporânea, Porto
  - Biblioteca Nacional de Portugal, Lissabon
  - Museu das Cruzes, Funchal, Madeira
  - Colecção do Governador Regional da Madeira, Madeira
  - Museu Alberto Sampaio, Guimarães
  - Museu do Caramulo, Caramulo
  - Museu de Angra do Heroísmo, Azoren
  - Museu Martins Sarmento, Guimarães
  - Centro Cultural de Belém, Lissabon
- Spanien
  - Museo Español de Arte Contemporanea, Madrid
  - Kulturministerium, Madrid
  - Museo Nacional da Gravura, Madrid
  - Museo de Arte Contemporanea, Badajoz
- Schweiz
  - Uhrenmuseum, Genf
  - Schweizerische Nationalbibliothek, Bern
- Südkorea
  - Olympic Park im Seoul Sports Complex, Seoul
- USA
  - Stiftung Frederick Weisseman, Los Angeles
  - Rockefeller Centre of Art (SUNY, Fredonia), New York